# Chặng đua MotoGP San Marino 2020
Chặng đua MotoGP San Marino 2020 (tên chính thức 2020 Gran Premio Lenovo di San Marino e della Riviera di Rimini) là chặng đua thứ 6 của mùa giải MotoGP 2020. Chặng đua được tổ chức ở trường đua Misano World Circuit Marco Simoncelli, Italia từ ngày 11 đến 13 tháng 09 năm 2020. Người chiến thắng là Franco Morbidelli của đội đua Petronas Yamaha.

## Diễn biến chính
Maverick Vinales là người giành pole, nhưng đã xuất phát không tốt, cuối cùng chỉ có thể về đích ở vị trí thứ 6.
Franco Morbidellli xuất phát từ vị trí thứ 2 đã vươn lên dẫn đầu từ vòng 1 và có được chiến thắng thể thức MotoGP đầu tiên trong sự nghiệp.
Francesco Bagnaia ở mấy vòng đầu có thời điểm bị rơi xuống vị trí thứ 8 nhưng đã xuất sắc vượt được nhiều đối thủ để cán đích ở vị trí thứ hai. Đây là chặng đua mà Bagnaia chống nạng để thi đấu do chấn thương từ GP Cộng hòa Séc.
Joan Mir vượt Valentino Rossi ở vòng cuối để lên podium.
Trong khi đó, tay đua dẫn đầu BXH trước cuộc đua là Fabio Quartararo có một cuộc đua rất tệ hại, bị ngã xe tới hai lần nên không thể ghi được điểm nào. Kết quả này khiến anh đánh mất vị trí dẫn đầu trên BXH tổng vào tay Andrea Dovizioso, người về đích thứ 7. Dovizioso có 76 điểm.

## Kết quả
| Stt                                                        | Số xe | Tay đua           | Xe      | Lap | Thời gian     | Xuất phát | Điểm |
| ---------------------------------------------------------- | ----- | ----------------- | ------- | --- | ------------- | --------- | ---- |
| 1                                                          | 21    | Franco Morbidelli | Yamaha  | 27  | 42:02.272     | 2         | 25   |
| 2                                                          | 63    | Francesco Bagnaia | Ducati  | 27  | +2.217        | 6         | 20   |
| 3                                                          | 36    | Joan Mir          | Suzuki  | 27  | +2.290        | 8         | 16   |
| 4                                                          | 46    | Valentino Rossi   | Yamaha  | 27  | +2.643        | 4         | 13   |
| 5                                                          | 42    | Álex Rins         | Suzuki  | 27  | +4.044        | 7         | 11   |
| 6                                                          | 12    | Maverick Viñales  | Yamaha  | 27  | +5.383        | 1         | 10   |
| 7                                                          | 4     | Andrea Dovizioso  | Ducati  | 27  | +10.358       | 9         | 9    |
| 8                                                          | 43    | Jack Miller       | Ducati  | 27  | +11.155       | 5         | 8    |
| 9                                                          | 30    | Takaaki Nakagami  | Honda   | 27  | +10.839       | 14        | 7    |
| 10                                                         | 44    | Pol Espargaró     | KTM     | 27  | +12.030       | 11        | 6    |
| 11                                                         | 88    | Miguel Oliveira   | KTM     | 27  | +12.376       | 12        | 5    |
| 12                                                         | 33    | Brad Binder       | KTM     | 27  | +12.405       | 16        | 4    |
| 13                                                         | 41    | Aleix Espargaró   | Aprilia | 27  | +15.142       | 13        | 3    |
| 14                                                         | 27    | Iker Lecuona      | KTM     | 27  | +19.914       | 18        | 2    |
| 15                                                         | 5     | Johann Zarco      | Ducati  | 27  | +20.152       | 10        | 1    |
| 16                                                         | 9     | Danilo Petrucci   | Ducati  | 27  | +22.094       | 15        |      |
| 17                                                         | 73    | Álex Márquez      | Honda   | 27  | +22.473       | 21        |      |
| 18                                                         | 6     | Stefan Bradl      | Honda   | 27  | +37.856       | 19        |      |
| 19                                                         | 38    | Bradley Smith     | Aprilia | 27  | +1:18.831     | 20        |      |
| Ret                                                        | 53    | Tito Rabat        | Ducati  | 22  | Accident      | 17        |      |
| Ret                                                        | 20    | Fabio Quartararo  | Yamaha  | 18  | Accident      | 3         |      |
| DNS                                                        | 35    | Cal Crutchlow     | Honda   |     | Did not start |           |      |
| Fastest lap: Francesco Bagnaia (Ducati) – 1:32.706 (lap 8) |       |                   |         |     |               |           |      |
| OFFICIAL MOTOGP RACE REPORT                                |       |                   |         |     |               |           |      |

Nguồn: Trang chủ MotoGP

## BXH sau chặng đua
|   | Stt | Tay đua          | Điểm |
| - | --- | ---------------- | ---- |
| 1 | 1   | Andrea Dovizioso | 76   |
| 1 | 2   | Fabio Quartararo | 70   |
|   | 3   | Jack Miller      | 64   |
| 4 | 4   | Joan Mir         | 60   |
|   | 5   | Maverick Viñales | 58   |

|  | Stt | Xưởng đua | Điểm |
|  | --- | --------- | ---- |
|  | 1   | Yamaha    | 113  |
|  | 2   | Ducati    | 107  |
|  | 3   | KTM       | 88   |
|  | 4   | Suzuki    | 73   |
|  | 5   | Honda     | 53   |

|   | Stt | Đội đua                      | Điểm |
| - | --- | ---------------------------- | ---- |
|   | 1   | Petronas Yamaha SRT          | 127  |
|   | 2   | Monster Energy Yamaha MotoGP | 116  |
|   | 3   | Ducati Team                  | 101  |
| 1 | 4   | Team Suzuki Ecstar           | 100  |
| 1 | 5   | Pramac Racing                | 97   |